# الانتخابات العامة في أنغولا 2022
أجريت الانتخابات العامة في أنغولا في 24 أغسطس 2022 لانتخاب الرئيس والجمعية الوطنية. يحق للرئيس الحالي جواو لورينسو الترشح لولاية أخرى. أشارت النتائج الأولية إلى أن الحركة الشعبية لتحرير أنغولا تضمن إعادة انتخابها بأغلبية مخفضة، حيث فازت بـ 124 مقعدًا وحصلت على 51٪ من الأصوات. وحصل حزب المعارضة الرئيسي، يونيتا، على 90 مقعدًا بنسبة 44٪ من الأصوات. كما فاز كل من حزب التجديد الاجتماعي (PRS)، وجبهة التحرير الوطني لأنغولا (FNLA) والحزب الإنساني لأنغولا (PHA) بمقعدين لكل منهم.

## خلفية
شهدت الانتخابات السابقة التي أجريت في عام 2017 فوز حزب الحركة الشعبية لتحرير أنغولا الحاكم بإعادة انتخابه بأغلبية كبيرة، حيث حصل على 61٪ من الأصوات. على الرغم من أن الحزب خسر 25 مقعدًا، إلا أن الحركة الشعبية لتحرير أنغولا احتفظت بأغلبية كبيرة في الجمعية الوطنية، وحصلت على 150 مقعدًا. فاز حزب يونيتا، وهو أكبر حزب معارض، بـ 51 مقعدًا فقط، لكنه حصل على 19 مقعدًا بإجمالي 26٪ من الأصوات. وفازت CASA-CE بـ 16 مقعدًا، وفاز الحزب الثوري الاشتراكي بمقعدين وحصل حزب التحرير الوطني لتحرير أنغولا على مقعد واحد. بعد الانتخابات، اتهم حزب يونيتا الحزب الحاكم بالتورط في تزوير انتخابي وأقام دعوى قضائية. ومع ذلك، رفضت المحكمة الدستورية قضية يونيتا عند الاستئناف. لم يسع رئيس الدولة الذي خدم لفترة طويلة، خوسيه إدواردو دوس سانتوس، لإعادة انتخابه للرئاسة وخلفه وزير الدفاع جواو لورينسو.
أُعلن عن موعد الانتخابات في 6 أبريل 2022.

## النظام الانتخابي
ينتخب أعضاء الجمعية الوطنية البالغ عددهم 220 بطريقتين؛ 130 يجري انتخابهم عن طريق التمثيل النسبي للقائمة المغلقة في دائرة انتخابية واحدة على مستوى البلاد، مع مقاعد مخصصة بشكل نسبي. يجري انتخاب 90 في 18 دائرة انتخابية من خمسة مقاعد، باستخدام طريقة هوندت. يجب ألا يقل عمر الناخبين عن 18 عامًا وألا يكون لديهم مانع مثل الإفلاس أو الإدانة الجنائية أو الجنسية المزدوجة. يجب ألا يقل عمر المرشحين عن 35 عامًا.
يُرشِح كل حزب مرشحًا لمنصب رئيس أنجولا، وهو رئيس الدولة ورئيس الحكومة، ويكون اسمه في أول قائمة الحزب. يجري انتخاب الرئيس عن طريق التصويت المزدوج المتزامن - كل تصويت لحزب ما هو تلقائيًا تصويت لمرشحه الرئاسي، والذي يجب ذكره بوضوح في ورقة الاقتراع. يُنتخب المرشح الرئاسي للحزب الذي يحصل على أكبر عدد من الأصوات رئيسًا لنفس مدة المجلس. يجوز للرئيس أن يخدم فترتين كحد أقصى وفقًا لدستور 2010.

## الإجراءات
فتحت لجان الاقتراع أبوابها في السابعة صباحاً وأغلقت في الخامسة مساءً بالتوقيت المحلي. وقد رفضت يونيتا النتائج وأعلنت أنها ستُقدم شكوى بشأنها، حيث اشتكوا من نقص الشفافية.

## الأحزاب
كان هناك ثمانية أحزاب على ورقة الاقتراع في الانتخابات:
| الحزب / الائتلاف | الحزب / الائتلاف | الحزب / الائتلاف                                                                                                  | مُرَشَّح                   | نتيجة 2017  | نتيجة 2017 |
| الحزب / الائتلاف | الحزب / الائتلاف | الحزب / الائتلاف                                                                                                  | مُرَشَّح                   | الأصوات (٪) | مقاعد      |
| ---------------- | ---------------- | --- | ---------------------- | ----------- | ---------- |
|                  | MPLA             | الحركة الشعبية لتحرير أنغولا Movimento Popular de Libertação de Angola                                            | جواو لورينسو           | 61.1٪       | 150 / 220  |
|                  | يونيتا           | الاتحاد الوطني للاستقلال التام لأنغولا União Nacional para a Independência Total de Angola                        | Adalberto Costa Júnior | 26.7٪       | 51 / 220   |
|                  | CASA-CE          | تقارب واسع من أجل إنقاذ أنغولا - التحالف الانتخابي Convergência Ampla de Salvação de Angola – Coligação Eleitoral | مانويل فرنانديز        | 9.5٪        | 16 / 220   |
|                  | PRS              | حزب التجديد الاجتماعي Partido de Renovação Social                                                                 | بينديتو دانيال         | 1.4٪        | 2 / 220    |
|                  | FNLA             | جبهة التحرير الوطني لأنغولا Frente Nacional de Libertação de Angola                                               | نجولا كابانجو          | 0.9٪        | 1 / 220    |
|                  | APN              | التحالف الوطني Aliança Patriótica Nacional                                                                        | كوينتينو موريرا        | 0.5٪        | 0 / 220    |
|                  | P-NJANGO         | الحزب القومي للعدالة في أنغولا Partido Nacionalista para a Justiça em Angola                                      | إدواردو تشينغونجي      | -           | -          |
|                  | PHA              | الحزب الإنساني في أنغولا Partido Humanista de Angola                                                              | فلوربيلا مالاكياس      | -           | -          |

## الحملة الانتخابية
أعلنت أحزاب المعارضة الرئيسية في أنغولا في 5 أكتوبر أنها ستشكل ائتلافا باسم الجبهة الوطنية المتحدة. وجرى ترشيح أدالبرتو كوستا جونيور من حزب يونيتا ليكون مرشح الجبهة أمام الرئيس جواو لورينسو في الانتخابات المقرر إجراءها في أغسطس 2022. ووصف المتحدث باسم التحالف، كابوكو، ذلك التحالف بأنه «تحالف الأنغوليين المتحمسين للتغيير». وأعلن أدالبرتو كوستا استعداده لتحدي جواو لورينسو، وقال: «وطننا يصرخ من أجل التغيير»، واصفًا بلدًا «يعاني من اليأس والفقر».
طغت وفاة الرئيس السابق خوسيه إدواردو دوس سانتوس على الحملة في 8 يوليو 2022. ومع ذلك، كان هناك نزاع مستمر بين عائلة دوس سانتوس والرئيس الحالي جواو لورينسو، حيث اتهمت الأسرة الرئيس بالاضطهاد وطالبت بالعفو عن العديد من أطفال دوس سانتوس من أجل عودة جثمان خوسيه إدواردو دوس سانتوس إلى أنغولا للدفن.
تضمنت قضايا الحملة المستويات العالية من الفقر والبطالة التي تعاني منها البلاد.

### شعارات الأحزاب
| حزب أو تحالف | حزب أو تحالف | الشعار الأصلي                              | الترجمة إلى العربية                  | المصدر |
| ------------ | ------------ | ------------------------------------------ | ------------------------------------ | ------ |
|              | MPLA         | « A força do Povo »                        | "قوة الشعب"                          | [ 26 ] |
|              | يونيتا       | « A hora é Agora »                         | "الوقت الآن"                         | [ 27 ] |
|              | CASA-CE      | « Por Angola e pelos Angolanos »           | "من أجل أنغولا والأنغوليين"          | [ 28 ] |
|              | PRS          | « Confiante para Governar Angola »         | "واثق من حكم أنغولا"                 | [ 29 ] |
|              | APN          | « Quintino de Moreira, o candidato certo » | "كوينتينو دي موريرا، المرشح المناسب" | [ 30 ] |
|              | P-NJANGO     | « O garante de uma nação justa »           | "ضامن وطن عادل"                      | [ 31 ] |
|              | PHA          | « Humanizar Angola »                       | "إضفاء الطابع الإنساني على أنغولا"   | [ 32 ] |

## النتائج
حصلت الحركة الشعبية لتحرير أنغولا MPLA على 51٪ من الأصوات، وحصلت يونيتا على 44٪. لم يحصل أي طرف آخر على أكثر من 1.2٪. توزعت جميع مقاعد الدائرة 90 على أكبر حزبين: حيث فازت الحركة الشعبية لتحرير أنغولا بـ 57، معظمها في المناطق الوسطى والجنوبية، بينما فازت يونيتا بـ 33 مقعدًا، وهي الأقوى في الشمال الغربي. من بين المقاعد على مستوى البلاد، فازت الحركة الشعبية لتحرير أنغولا بـ 67 مقعدًا ويونيتا 57، بينما حصل كل من الحزب الثوري الاشتراكي، والجبهة الوطنية لتحرير أنغولا، وجمعية التحرير الشعبية على مقعدين لكل منهما. انهار التصويت لصالح CASA-CE ؛ بعد أن كانوا قد حصلوا على 9٪ من الأصوات في الانتخابات العامة السابقة، فقد حصلوا على 0.76٪ فقط وخسروا جميع المقاعد الـ 16 التي كانوا يشغلونها سابقًا.
|                                       |                                         |                                 |            |        |         |     |
| الحزب                                 | الحزب                                   | المُرشح الرئاسي                  | الأصوات    | %      | المقاعد | +/– |
|                                       | الحركة الشعبية لتحرير أنغولا            | جواو لورنسو                     | 3٬209٬429  | 51.17  | 124     | −26 |
|                                       | يونيتا                                  | أدالبرتو كوستا جونيور           | 2٬756٬786  | 43.95  | 90      | +39 |
|                                       | Social Renewal Party ‏                   | Benedito Daniel                 | 71٬351     | 1.14   | 2       | 0   |
|                                       | الجبهة الوطنية لتحرير أنغولا            | Ngola Kabangu                   | 66٬337     | 1.06   | 2       | +1  |
|                                       | Humanist Party of Angola                | Florbela Malaquias              | 63٬749     | 1.02   | 2       | New |
|                                       | CASA–CE                                 | Manuel Fernandes                | 47٬446     | 0.76   | 0       | −16 |
|                                       | National Patriotic Alliance             | Quintino Moreira                | 30٬139     | 0.48   | 0       | 0   |
|                                       | Nationalist Party for Justice in Angola | Eduardo Chingunji               | 26٬867     | 0.43   | 0       | New |
| المجموع                               | المجموع                                 | المجموع                         | 6٬272٬104  | 100.00 | 220     | 0   |
|                                       |                                         |                                 |            |        |         |     |
| الأصوات الصحيحة                       | الأصوات الصحيحة                         | الأصوات الصحيحة                 | 6٬272٬104  | 97.18  |         |     |
| الأصوات الباطلة                       | الأصوات الباطلة                         | الأصوات الباطلة                 | 74٬259     | 1.15   |         |     |
| الأصوات الفارغة                       | الأصوات الفارغة                         | الأصوات الفارغة                 | 107٬746    | 1.67   |         |     |
| مجموع الأصوات                         | مجموع الأصوات                           | مجموع الأصوات                   | 6٬454٬109  | 100.00 |         |     |
| الناخبين المسجلين ومعدل الإقبال       | الناخبين المسجلين ومعدل الإقبال         | الناخبين المسجلين ومعدل الإقبال | 14٬399٬391 | 44.82  |         |     |
| المصدر: National Electoral Commission |                                         |                                 |            |        |         |     |

### حسب المقاطعات
| المقاطعة                          | %                            | S                            | %      | S      | %    | S   | %                            | S                            | %   | S   | إجمالي S |
| المقاطعة                          | الحركة الشعبية لتحرير أنغولا | الحركة الشعبية لتحرير أنغولا | يونيتا | يونيتا | PRS  | PRS | الجبهة الوطنية لتحرير أنغولا | الجبهة الوطنية لتحرير أنغولا | PHA | PHA | إجمالي S |
| --------------------------------- | ---------------------------- | ---------------------------- | ------ | ------ | ---- | --- | ---------------------------- | ---------------------------- | --- | --- | -------- |
| مقاطعة بنغو                       | 55.4                         | 3                            | 39.2   | 2      | 0.8  | -   | 1.7                          | -                            | 1.0 | -   | 5        |
| مقاطعة بنغيلا                     | 54.4                         | 3                            | 42.3   | 2      | 0.6  | -   | 0.6                          | -                            | 1.0 | -   | 5        |
| مقاطعة بيي                        | 60.5                         | 3                            | 35.3   | 2      | 0.9  | -   | 0.8                          | -                            | 1.2 | -   | 5        |
| مقاطعة كابيندا                    | 26.4                         | 1                            | 68.6   | 4      | 1.1  | -   | 1.0                          | -                            | 0.9 | -   | 5        |
| مقاطعة كواندو كوبانغو             | 69.1                         | 4                            | 26.7   | 1      | 0.9  | -   | 0.7                          | -                            | 0.9 | -   | 5        |
| مقاطعة كوانزا نورت                | 60.7                         | 3                            | 32.5   | 2      | 1.2  | -   | 1.7                          | -                            | 1.3 | -   | 5        |
| مقاطعة كوانزا سول                 | 68.0                         | 4                            | 27.2   | 1      | 0.9  | -   | 1.0                          | -                            | 1.4 | -   | 5        |
| مقاطعة كونيني                     | 82.9                         | 5                            | 14.4   | -      | 0.6  | -   | 0.5                          | -                            | 0.7 | -   | 5        |
| مقاطعة هوامبو                     | 56.9                         | 3                            | 39.0   | 2      | 0.9  | -   | 0.7                          | -                            | 0.9 | -   | 5        |
| مقاطعة هويلا                      | 69.2                         | 4                            | 27.2   | 1      | 0.8  | -   | 0.6                          | -                            | 0.9 | -   | 5        |
| مقاطعة لواندا                     | 33.3                         | 2                            | 62.6   | 3      | 0.5  | -   | 0.9                          | -                            | 1.0 | -   | 5        |
| مقاطعة لوندا نورتي                | 56.3                         | 3                            | 33.6   | 2      | 5.5  | -   | 1.3                          | -                            | 0.9 | -   | 5        |
| مقاطعة لوندا سول                  | 52.5                         | 3                            | 34.4   | 2      | 10.6 | -   | 0.6                          | -                            | 0.6 | -   | 5        |
| مقاطعة مالانجي                    | 61.2                         | 3                            | 32.9   | 2      | 1.4  | -   | 1.0                          | -                            | 1.3 | -   | 5        |
| مقاطعة موكسيكو                    | 68.0                         | 4                            | 26.6   | 1      | 2.0  | -   | 1.0                          | -                            | 0.8 | -   | 5        |
| مقاطعة ناميبي                     | 65.6                         | 4                            | 30.7   | 1      | 0.7  | -   | 0.6                          | -                            | 0.7 | -   | 5        |
| مقاطعة أوجي                       | 57.6                         | 3                            | 35.3   | 2      | 1.4  | -   | 1.9                          | -                            | 1.3 | -   | 5        |
| مقاطعة زائير                      | 36.3                         | 2                            | 52.1   | 3      | 0.8  | -   | 7.3                          | -                            | 1.0 | -   | 5        |
| بالخارج                           | 50.5                         | -                            | 46.8   | -      | 0.2  | -   | 0.6                          | -                            | 0.8 | -   | -        |
| على الصعيد الوطني                 |                              | 67                           |        | 57     |      | 2   |                              | 2                            |     | 2   | 130      |
| إجمالي                            | 51.2                         | 124                          | 44.0   | 90     | 1.1  | 2   | 1.1                          | 2                            | 1.0 | 2   | 220      |
| Source: اللجنة الوطنية للانتخابات |                              |                              |        |        |      |     |                              |                              |     |     |          |